# Bernard Ayglier
Bernard Ayglier (1216, Lió - 4 d'abril de 1282, Abadia de Montecassino) fou un religiós benedictí francès. Fou capellà d'Innocenci IV, auditor del Tribunal de la Rota Romana, conseller del rei Carles I d'Anjou, abat del monestir de Lérins a l'illa Saint-Honorat i després a l'Abadia de Montecassino, càrrec que ostentà fins a la seva mort el 1282. Presumiblement, el Papa Climent IV el nomenà cardenal en algun moment indeterminat del seu pontificat (1265-1268), i amb aquesta dignitat oficià com a ablegat a França a la guerra contra els albigesos i a Constantinoble per signar una aliança contra els sarraïns. Tanmateix, alguns historiadors eclesiàstics neguen la seva condició cardenalícia, apuntant que no se'l menciona com a tal als documents de l'època. Deixà escrites diverses obres de temàtica religiosa que foren molt estimades en el seu temps:
- Speculum monachorum ordinis divi Benedicti
- Commentarium in regulam sancti Benedicti
- Bernardi abbatis Cassinensis Expositio in regulam sancti Benedicti, et Epistola ad Hildegardum
- Collationum, beneficiorum et officiorum Montis Cassini regestum unum
- Inquisitionum, juium et bonorum in castris et vellis Montis Cassini regestum alterum